# Józef Gawliczek
Józef Gawliczek (nascido em 20 de janeiro de 1939) é um ex-ciclista polonês. Venceu a edição de 1966 da Volta à Polônia.